# Ideologisk makt
Ideologisk makt är makt över tankar, värderingar, känslor och självuppfattning. Denna maktform står att finna i olika begrepp eller kategorier som ger mening till människors tillvaro och världen omkring dem. Upphovet till dessa kategorier kan vara politiska rörelser, organisationer, vetenskap, litteratur m.m.
Ideologisk makt står även att finna i normer och olika uppfattningar. Exempel på sådana kan vara den moraliska uppfattningen, där en allmänt accepterad och praktiserad moral kan styrka den kollektiva makten i ett samhälle. Normer ger uttryck för sociala regler och förväntningar på beteende inom såväl samhället som i mindre sociala sammanhang. En norm är således en definition på vad som är normalt och vad som därmed är avvikande. Det kan vara både en upprätthållande faktor i ett samhälle, beroende på dess innebörd, men kan också vara en nedbrytande dito som kan ha olika former av förtryck som en konsekvens. 
Den ideologiska makten kan även finnas i kulturella sammanhang och i estetiska uttryck som musik eller konst. Makt, tillhörighet och utanförskap kan således på olika sätt förmedlas genom musik, dans och bildkonst. Ett exempel kan vara distinktionen mellan finkultur och populärkultur, som kan uttrycka en form av makt.